# Вашкинский район
Ва́шкинский райо́н — административно-территориальная единица (район) и муниципальное образование (муниципальный район) в составе Вологодской области Российской Федерации.
Административный центр — село Липин Бор. Находится на северо-восточном берегу Белого озера (Волго-Балтийский водный путь). Расстояние до Вологды составляет 172 км, до ближайшей железнодорожной станции в Череповце — 164 км.

## География
Вашкинский район расположен на северо-западе Вологодской области.
Площадь 2884 км² (2 % территории области — 23-й район по размеру территории в области). Район граничит на севере с Вытегорским, на востоке — с Кирилловским, на юго-западе — с Белозерским
районами (в южной части граница проходит по Белому озеру).
В районе 50 озёр, имеющих названия (например, Ананьино), 45 озёр без названий отмеченных на картах, а также более 30 озёр, не обозначенных на карте. По территории района протекают Кема, Индоманка; всего 49 рек и ручьёв, имеющих названия, и 42 без названия на карте.

## История
О древности заселения местности, на которой расположен Вашкинский район можно судить по десяткам археологических памятников, расположенных на территории района. Раскопки, проведённые в 1930—1950-х годах, обнаружили стоянки древних людей эпохи неолита, это стоянки Орлово, Вашки, Водоба, Киснемская и другие, раскопки кургана у деревни Новое село открыли поселение XII—XIII веков нашей эры. Раскопки проводили археологиВ. В. Гарновский, Н. В. Тухтина,И. К. Цветкова, С. В. Ошибкина, которые на основании научных исследований пришли к выводам, что с третьего тысячелетия до нашей эры и до середины первого тысячелетия нашей эры земли вокруг Белого озера были заселены угро-финскими племенами. И лишь в седьмом-восьмом веках славянские племена начали освоение северо-западных территорий современной России. В низовьях Кемы находится селище Никольское V, датируемое первой половиной X века — началом XI века. В керамике городища Никольское в низовье Кемы доля так называемой керамики ладожского типа (южнобалтийской) достигает 20 %.
Первое летописное упоминание о Белоозере относится к периоду легендарного призвания варягов править на Руси и датируется 862 годом. Оно гласит о том, что в Белоозере начал править варяжский князь Синеус. Однако А. А. Шахматов считал, что «Сказание о призвании варягов» было вставлено в летопись лишь в середине XI века. Местоположение древнего Белоозера, самого первого города на Вологодчине, судя по ряду исследований, в X веке могло быть и на современной территории Вашкинского района, неподалёку от Киснемы, так как там стоял «варяжский городок» с жившей в нём дружиною. Дополнительным подтверждением этой гипотезы может служить название озера Дружинного, которое расположено к северу от Белого озера в районе деревни Пиксимово. На окраине села Троицкое, в 500 метрах к западу от здания школы и в 700 метрах к северу от берега Белого озера, в разрушенном гравийном карьере находится археологический памятник «Киснема» (другое название «Древнее Белоозеро»).
В XIII веке, с образованием Белозерского княжества, земли, на которых расположен нынешний Вашкинский район, вошли в его состав. С XIV века территория вокруг Белого озера попадает в сферу интересов Московского княжества. Иван Калита борется за создание русского централизованного государства и делает попытку покончить с феодальной раздробленностью. Освободитель Руси от татарского ига, московский князь Дмитрий Донской в духовном завещании распоряжается землями мелких белозерских княжеств как своим владением. Интересен и тот факт, что в X—XIV веках по территории современного Вашкинского района пролегал один из путей «из варяг в греки» и это играло огромную роль в освоении славянами новых земель, развитии торговли и земледелия. По этому пути, который пролегал по реке Волге, потом по реке Шексне до Белого озера, озером до устья реки Ухтомка и по ней до озера Волоцкого, далее волоком доозера Долгое, по рекам Малая Ухтомица, Ухтомица и Модлона в озеро Воже, из него по реке Свидь в озеро Лача и по реке Онеге в Белое студёное море, возникали славянские поселения, осваивались новые земли.
Возникшие в те времена поселения существуют и поныне, это и Ухтома на берегу Белого озера, и деревня Пиньшино у озера Волоцкого. Тот торговый путь не терял своей значимости до начала XVII века, времени строительства Санкт-Петербурга, а с перемещением торговых путей на запад стал приходить в упадок. Со времени становления и укрепления Кирилло-Белозерского монастыря земли Вашкинского района перешли в его владения. В конце XIX века район вошёл в состав Кирилловского уезда Новгородской губернии. По ходатайству северных уездов Новгородской губернии Демократический съезд Советов 10-13 мая 1918 года из Тихвинского, Устюженского, Череповецкого, Кирилловского и Белозерского уездов была образована Череповецкая губерния, которая в 1927 году была упразднена и вошла в Ленинградскую область.
О названии районной столицы села Липин Бор, существует несколько версий — от легенд о подаренном сосновом боре прекрасной девушке Липе, до древнего названия рыбацкой деревушки на правом берегу реки Боровки, которая сегодня в пределах районного центра, а также от обилия лип в близлежащей деревне Липник и ойконим Липин Бор поэтому соответствует этому месту. Нынешняя территория района выходит на северное побережье Белого озера, которое богато лесом, рыбой, дичью.
Постановлением Президиума ВЦИК 1 августа 1927 года в составе Череповецкого округа Ленинградской области был образован Вашкинский район. Позже в 1927—1928 годах в районе был создан райком ВКП(б). 23 июля 1930 года ЦИК и СНК СССР в соответствии с постановлением ЦК ВКП(б) издали постановление «О ликвидации округов» и Череповецкий округ был упразднён и район стал непосредственно входить в Ленинградскую область. В связи с разделением в сентябре 1937 года Северной области на Вологодскую и Архангельскую, район был передан из Ленинградской в состав вновь образованной Вологодской области. В июне 1938 года центр района перенесен в Липин Бор.
Указами Президиума Верховного Совета РСФСР в 1959 году к Вашкинскому району была присоединена часть территории упразднённых Ковжинского и Шольского районов. С 13 декабря 1962 года по 12 января 1965 года, во время неудавшейся всесоюзной реформы по делению на сельские и промышленные районы и парторганизации, в соответствии с решениями ноябрьского (1962 года) пленума ЦК КПСС «о перестройке партийного руководства народным хозяйством», район в числе многих в СССР был временно упразднён — тогда был образован Белозерский сельский район, территория которого включала территорию прежних Белозерского и Вашкинского административных районов. В декабре 1962 года было создано Белозерское колхозно-совхозное управление и партком этого управления взамен прежних Белозерского и Вашкинского райкомов КПСС. Пленум ЦК КПСС, состоявшийся 16 ноября 1964 года восстановил прежний принцип партийного руководства народным хозяйством, после чего Указом Верховного Совета РСФСР от 12 января 1965 года Белозерский сельский район был ликвидирован, а Белозерский и Вашкинский административные районы были восстановлены. Тогда же был восстановлен и Вашкинский райком КПСС.

## Население
| 2002   | 2009  | 2010  | 2011  | 2012  | 2013  | 2014  | 2015  | 2016  |
| ------ | ----- | ----- | ----- | ----- | ----- | ----- | ----- | ----- |
| 10 002 | ↘9261 | ↘9116 | ↘8010 | ↘7744 | ↘7601 | ↘7398 | ↘7202 | ↘7035 |
| 2017   | 2018  | 2019  | 2020  | 2021  | 2023  |       |       |       |
| ↘6927  | ↘6771 | ↘6615 | ↘6484 | ↘6304 | ↘6148 |       |       |       |

### Национальный состав
По итогам переписи населения 2020 года проживали следующие национальности (национальности менее 0,1 % и другое, см. в сноске к строке «Другие»):
| Национальность | Численность, чел. | Доля     |
| -------------- | ----------------- | -------- |
| Русские        | 5340              | 84,71 %  |
| Украинцы       | 21                | 0,33 %   |
| Цыгане         | 16                | 0,25 %   |
| Узбеки         | 16                | 0,25 %   |
| Белорусы       | 8                 | 0,13 %   |
| Другие         | 903               | 14,33 %  |
| Итого          | 6304              | 100,00 % |

## Территориальное устройство
Административно-территориальные единицы
Вашкинский район в рамках административно-территориального устройства, включает 12 сельсоветов:
| №  | Сельсовет      | Соответствующее муниципальное образование |
| -- | -------------- | ----------------------------------------- |
| 1  | Андреевский    | Андреевское СП                            |
| 2  | Васильевский   | Андреевское СП                            |
| 3  | Ивановский     | Андреевское СП                            |
| 4  | Киснемский     | Киснемское СП                             |
| 5  | Коневский      | Киснемское СП                             |
| 6  | Липино-Борский | Липиноборское СП                          |
| 7  | Островский     | Андреевское СП                            |
| 8  | Пиксимовский   | Киснемское СП                             |
| 9  | Покровский     | Киснемское СП                             |
| 10 | Пореченский    | Киснемское СП                             |
| 11 | Роксомский     | Андреевское СП                            |
| 12 | Ухтомский      | Липиноборское СП                          |

Муниципальные образования
Муниципальный район, в рамках организации местного самоуправления, делится на 3 муниципальных образования нижнего уровня со статусом сельского поселения:
| № | Сельское поселение | Административный центр | Количество населённых пунктов | Население (чел.) | Площадь (км²) |
| - | ------------------ | ---------------------- | ----------------------------- | ---------------- | ------------- |
| 1 | Андреевское        | деревня Андреевская    | 118                           | ↘1114            | 1562,95       |
| 2 | Киснемское         | село Троицкое          | 72                            | ↘1309            | 1166,95       |
| 3 | Липиноборское      | село Липин Бор         | 7                             | ↘3725            | 154,02        |

Первоначально к 1 января 2006 года в составе муниципального района в границах сельсоветов были созданы 12 сельских поселений. В апреле 2009 года, были упразднены следующие сельские поселения: Островское (включено в Андреевское); Ухтомское (включено в Липиноборское). В июне-июле 2015 года были упразднены следующие сельские поселения: Васильевское, Ивановское и Роксомское (включены в Андреевское); Коневское, Пиксимовское, Покровское и Пореченское (включены в Киснемское с административным центром в селе Троицкое).

## Населённые пункты
В Вашкинском районе 188 населённых пунктов — все сельские.
| №   | Населённый пункт   | Тип     | Население | Сельское поселение |
| --- | ------------------ | ------- | --------- | ------------------ |
| 1   | Аверино            | деревня | 4         | Андреевское        |
| 2   | Аксентьево         | деревня | 16        | Киснемское         |
| 3   | Алёшино            | деревня | 6         | Андреевское        |
| 4   | Алёшково           | деревня | 0         | Андреевское        |
| 5   | Алфёрово           | деревня | 0         | Андреевское        |
| 6   | Алферовская        | деревня | 0         | Андреевское        |
| 7   | Андреевская        | деревня | 162       | Андреевское        |
| 8   | Аниково            | деревня | 0         | Андреевское        |
| 9   | Антропово          | деревня | 3         | Андреевское        |
| 10  | Аншевская          | деревня | 0         | Андреевское        |
| 11  | Берег              | деревня | 0         | Киснемское         |
| 12  | Березник           | деревня | 5         | Андреевское        |
| 13  | Берниково          | деревня | 0         | Андреевское        |
| 14  | Большая Чаготма    | деревня | 10        | Андреевское        |
| 15  | Большой Двор       | деревня | 0         | Андреевское        |
| 16  | Бонга              | посёлок | 277       | Киснемское         |
| 17  | Борисово           | деревня | 4         | Андреевское        |
| 18  | Борок              | деревня | 0         | Андреевское        |
| 19  | Босово             | деревня | 0         | Андреевское        |
| 20  | Ботыгино           | деревня | 0         | Андреевское        |
| 21  | Васильево          | деревня | 6         | Киснемское         |
| 22  | Васильевская       | деревня | 106       | Андреевское        |
| 23  | Васюково           | деревня | 0         | Киснемское         |
| 24  | Васютино           | деревня | 10        | Андреевское        |
| 25  | Вашки              | деревня | 54        | Андреевское        |
| 26  | Вашкозерки         | село    | 0         | Андреевское        |
| 27  | Великий Двор       | деревня | 23        | Киснемское         |
| 28  | Верхнее Хотино     | деревня | 21        | Андреевское        |
| 29  | Весёлая            | деревня | 8         | Андреевское        |
| 30  | Веснино            | деревня | 0         | Андреевское        |
| 31  | Волково            | деревня | 7         | Киснемское         |
| 32  | Вьюшино            | деревня | 0         | Андреевское        |
| 33  | Гаврилово          | деревня | 7         | Киснемское         |
| 34  | Гаврилово-2        | деревня | 0         | Киснемское         |
| 35  | Гавриловская       | деревня | 0         | Андреевское        |
| 36  | Гаврино            | деревня | 0         | Андреевское        |
| 37  | Глухарево          | деревня | 3         | Андреевское        |
| 38  | Гора               | деревня | 5         | Андреевское        |
| 39  | Гора               | деревня | 0         | Андреевское        |
| 40  | Грикшино           | деревня | 21        | Киснемское         |
| 41  | Гришинская         | деревня | 0         | Андреевское        |
| 42  | Давыдово           | деревня | 93        | Андреевское        |
| 43  | Данькино           | деревня | 4         | Киснемское         |
| 44  | Даньшин Ручей      | деревня | 21        | Киснемское         |
| 45  | Демидово           | деревня | 0         | Киснемское         |
| 46  | Дерягино           | деревня | 7         | Киснемское         |
| 47  | Домантово          | деревня | 0         | Киснемское         |
| 48  | Дряблое            | деревня | 30        | Киснемское         |
| 49  | Дудрово            | деревня | 5         | Киснемское         |
| 50  | Дурасово           | деревня | 3         | Липиноборское      |
| 51  | Екимово            | деревня | 7         | Киснемское         |
| 52  | Естошево           | деревня | 0         | Андреевское        |
| 53  | Еськино            | деревня | 8         | Андреевское        |
| 54  | Задняя             | деревня | 20        | Киснемское         |
| 55  | Заречный           | посёлок | 457       | Липиноборское      |
| 56  | Здыхально          | деревня | 0         | Андреевское        |
| 57  | Зуево              | деревня | 4         | Андреевское        |
| 58  | Ивановская         | деревня | 208       | Андреевское        |
| 59  | Иевлево            | деревня | 0         | Киснемское         |
| 60  | Иконниково         | деревня | 3         | Андреевское        |
| 61  | Ильинское          | деревня | 0         | Андреевское        |
| 62  | Исаково            | деревня | 0         | Киснемское         |
| 63  | Истомино           | деревня | 0         | Киснемское         |
| 64  | Калитино           | деревня | 14        | Киснемское         |
| 65  | Киуй               | село    | 20        | Киснемское         |
| 66  | Колосово           | деревня | 0         | Андреевское        |
| 67  | Конево             | деревня | 9         | Андреевское        |
| 68  | Конечная           | деревня | 44        | Андреевское        |
| 69  | Кононово           | деревня | 25        | Андреевское        |
| 70  | Конютино           | деревня | 0         | Киснемское         |
| 71  | Коптево            | деревня | 4         | Киснемское         |
| 72  | Коровино           | деревня | 3         | Андреевское        |
| 73  | Костино            | деревня | 0         | Киснемское         |
| 74  | Кузнечиха          | деревня | 3         | Андреевское        |
| 75  | Ларино             | деревня | 0         | Андреевское        |
| 76  | Левино             | деревня | 0         | Киснемское         |
| 77  | Левинская          | деревня | 4         | Андреевское        |
| 78  | Легково            | деревня | 3         | Киснемское         |
| 79  | Липин Бор          | село    | ↘3364     | Липиноборское      |
| 80  | Липник             | деревня | 0         | Андреевское        |
| 81  | Логиново           | деревня | 6         | Андреевское        |
| 82  | Лукьяново          | деревня | 71        | Андреевское        |
| 83  | Лунево             | деревня | 0         | Киснемское         |
| 84  | Лутьяново          | деревня | 0         | Андреевское        |
| 85  | Ляпино             | деревня | 5         | Киснемское         |
| 86  | Максимово          | деревня | 0         | Киснемское         |
| 87  | Малая Чаготма      | деревня | 3         | Андреевское        |
| 88  | Малеево            | деревня | 4         | Андреевское        |
| 89  | Малеево            | деревня | 10        | Киснемское         |
| 90  | Маньково           | деревня | 6         | Андреевское        |
| 91  | Марково            | деревня | 0         | Андреевское        |
| 92  | Матвеева Гора      | деревня | 4         | Андреевское        |
| 93  | Матвеевская        | деревня | 5         | Андреевское        |
| 94  | Маурино            | деревня | 0         | Киснемское         |
| 95  | Митрофаново        | деревня | 3         | Андреевское        |
| 96  | Монастырская       | деревня | 15        | Киснемское         |
| 97  | Мосеево            | деревня | 8         | Андреевское        |
| 98  | Москвино           | деревня | 27        | Киснемское         |
| 99  | Мыс                | деревня | 0         | Андреевское        |
| 100 | Мыс                | деревня | 5         | Андреевское        |
| 101 | Мытник             | деревня | 3         | Андреевское        |
| 102 | Мытчиково          | деревня | 5         | Андреевское        |
| 103 | Мякишево           | деревня | 0         | Киснемское         |
| 104 | Мянда              | деревня | 0         | Андреевское        |
| 105 | Насоново           | деревня | 0         | Киснемское         |
| 106 | Наумово            | деревня | 0         | Киснемское         |
| 107 | Нестерово          | деревня | 3         | Андреевское        |
| 108 | Нефедово           | деревня | 4         | Андреевское        |
| 109 | Нижнее Хотино      | деревня | 0         | Андреевское        |
| 110 | Никольская         | деревня | 7         | Андреевское        |
| 111 | Никольское         | деревня | 17        | Киснемское         |
| 112 | Никоново           | деревня | 6         | Андреевское        |
| 113 | Новец              | деревня | 7         | Киснемское         |
| 114 | Новокемский        | посёлок | ↘659      | Киснемское         |
| 115 | Новосело           | деревня | 0         | Киснемское         |
| 116 | Октябрьский        | посёлок | 185       | Андреевское        |
| 117 | Онево              | деревня | 0         | Киснемское         |
| 118 | Останинская        | деревня | 0         | Андреевское        |
| 119 | Остров             | деревня | 70        | Андреевское        |
| 120 | Павлово            | деревня | 0         | Липиноборское      |
| 121 | Панино             | деревня | 0         | Андреевское        |
| 122 | Парфёново          | деревня | ↘121      | Андреевское        |
| 123 | Паршино            | деревня | 3         | Киснемское         |
| 124 | Первомайский       | посёлок | 347       | Андреевское        |
| 125 | Переезд            | деревня | 0         | Липиноборское      |
| 126 | Петухово           | деревня | 3         | Киснемское         |
| 127 | Пиксимово          | деревня | 111       | Киснемское         |
| 128 | Пиньшино           | деревня | 45        | Андреевское        |
| 129 | Подгорная          | деревня | 4         | Киснемское         |
| 130 | Подгорская         | деревня | 0         | Киснемское         |
| 131 | Поздино            | деревня | 6         | Киснемское         |
| 132 | Покровское         | деревня | 142       | Киснемское         |
| 133 | Поповка            | деревня | 17        | Киснемское         |
| 134 | Поповка Мунская    | деревня | 0         | Андреевское        |
| 135 | Поповка-Волоцкая   | деревня | 18        | Андреевское        |
| 136 | Поповка-Пушторская | деревня | 0         | Андреевское        |
| 137 | Поповское          | деревня | 0         | Андреевское        |
| 138 | Поташево           | деревня | 0         | Киснемское         |
| 139 | Потетюево          | деревня | 0         | Андреевское        |
| 140 | Прокино            | деревня | 15        | Киснемское         |
| 141 | Речаково           | деревня | 0         | Андреевское        |
| 142 | Речево             | деревня | 0         | Киснемское         |
| 143 | Рогалево           | деревня | 3         | Киснемское         |
| 144 | Ростани            | деревня | 33        | Киснемское         |
| 145 | Рыжиково           | деревня | 3         | Киснемское         |
| 146 | Савалиха           | деревня | 0         | Андреевское        |
| 147 | Сальниково         | деревня | 0         | Андреевское        |
| 148 | Сапогово           | деревня | 0         | Андреевское        |
| 149 | Семёновская        | деревня | 4         | Андреевское        |
| 150 | Семёновская        | деревня | 0         | Киснемское         |
| 151 | Семенчево          | деревня | 7         | Киснемское         |
| 152 | Семяновская        | деревня | 0         | Андреевское        |
| 153 | Сидорово           | деревня | 3         | Киснемское         |
| 154 | Скоково            | деревня | 7         | Андреевское        |
| 155 | Софроново          | деревня | 0         | Андреевское        |
| 156 | Средняя            | деревня | 0         | Киснемское         |
| 157 | Становая           | деревня | 4         | Андреевское        |
| 158 | Степаново          | деревня | 0         | Киснемское         |
| 159 | Сухарево           | деревня | 0         | Киснемское         |
| 160 | Сухоежино          | деревня | 7         | Андреевское        |
| 161 | Тарасьево          | деревня | 30        | Киснемское         |
| 162 | Тимино             | деревня | 7         | Андреевское        |
| 163 | Тимино             | деревня | 11        | Андреевское        |
| 164 | Тимошино           | деревня | 3         | Киснемское         |
| 165 | Торопунино         | деревня | 0         | Андреевское        |
| 166 | Трифаново          | деревня | 10        | Андреевское        |
| 167 | Троицкое           | село    | 218       | Киснемское         |
| 168 | Трошино            | деревня | 0         | Андреевское        |
| 169 | Турзино            | деревня | 35        | Андреевское        |
| 170 | Тушная Гора        | деревня | 0         | Киснемское         |
| 171 | Угловая            | деревня | 0         | Андреевское        |
| 172 | Устье              | деревня | 7         | Андреевское        |
| 173 | Ухтома             | село    | 124       | Липиноборское      |
| 174 | Ушаково            | деревня | 8         | Андреевское        |
| 175 | Ушаково            | деревня | 4         | Киснемское         |
| 176 | Фёдоровская        | деревня | 0         | Андреевское        |
| 177 | Филимоново         | деревня | 4         | Андреевское        |
| 178 | Филиппово          | деревня | 0         | Андреевское        |
| 179 | Харбово            | деревня | 9         | Киснемское         |
| 180 | Холмок             | деревня | 0         | Андреевское        |
| 181 | Чертеж             | деревня | 22        | Киснемское         |
| 182 | Чесноково          | деревня | 4         | Андреевское        |
| 183 | Чисти              | деревня | 6         | Липиноборское      |
| 184 | Шугино             | деревня | 0         | Андреевское        |
| 185 | Шульгино           | деревня | 0         | Андреевское        |
| 186 | Щукино             | деревня | 3         | Андреевское        |
| 187 | Якунино            | деревня | 0         | Андреевское        |
| 188 | Якушево            | деревня | 0         | Андреевское        |

В 2024 году были упразднены населённые деревни Афанасьевская, Гридино, Занино, Логиново (Андреевский сельсовет), Ново, Порожки, Тимошино (Андреевский сельсовет), Фомино, Щаново.

## Местное самоуправление
Главы района
- Алексей Васильевич Павлов
- до 2023 года —Александр Иванович Иванов[40]
- с 2023 года — Андрей Вячеславович Фомин[40]

Председатели представительного собрания
- с 2023 года — Наталья Васильевна Белова[40]

Руководители администрации
- Алексей Васильевич Павлов

## Экономика
Природные условия определили хозяйственный комплекс, в котором главную роль играли охота и рыбный промысел, а производящие отрасли хозяйства — земледелие и скотоводство — были подсобными. Вероятные перспективы экономического развития района связаны с растущей популярностью туризма на экологически чистых территориях.

В начале века на территории района проживает одиннадцать тысяч человек, из которых почти половина в районном центре. В таких населённых пунктах, как Новокемский,Первомайский,Бонга проживает по тысяче и более населения. Сферы деятельности традиционны для лесного и озёрного края, это заготовка и переработка древесины, рыбный промысел, земледелие и животноводство и переработка полученной продукции, сбор дикорастущих ягод и грибов, охота.

По территории района проходит дорога республиканского значения Вологда — Липин Бор — Вытегра — Медвежьегорск с асфальтовым покрытием, которая связывает район с остальным миром. До ближайшей железнодорожной станции в Череповце 164 километра, до областного центра 1 80 километров. В летний период район связан с портами России и зарубежья Волго-Балтийским водным путём, по которому идёт отгрузка потребителю лесной продукции района.

Заготовка леса — это основная составляющая благополучия района. Главный лесозаготовитель района ОАО «Вашкинский ЛПХ», который недавно отметил 70-летие своей успешной деятельности. Много лет предприятием руководит Юрий Николаевич Алешичев.

Около 50 % бюджета района формируется за счёт налоговых отчислений именно этого предприятия, в котором трудится самый большой рабочий коллектив в 700 человек. Годовая прибыль предприятия исчисляется миллионами, что позволяет вкладывать серьёзные средства в развитие предприятия, оказывать помощь ветеранам производства, улучшать социальную сферу и быть спонсорами районных мероприятий. В больших количествах древесину покупают страны Скандинавии, а также предприятия Карелии и Ленинградской области. С каждым годом уменьшается процент отгрузки круглым лесом и возрастает количество отгруженных пиломатериалов.
На полях и фермах района трудятся более 700 человек, это работники девяти колхозов и десяти крестьянских хозяйств. В год они производят 260 тонн мяса и 3600 тонн молока, выращивают зерновые и кормовые культуры, заготавливают сотни тонн сена и кормов. Под пашней занято почти девять тысяч гектаров земли. В лидерах сельскохозяйственного производства коллектив колхоза «Путь Ленина», в котором самые высокие надои на корову, урожайность зерновых впечатляет и труд большого хозяйства рентабелен. Двенадцать рыболовецких звеньев колхоза «Заря» занимаются рыболовством на Белом Озере. Вылавливаются судаки, щуки, лещи, окуни и снеток. Много лет руководит этим многопрофильным хозяйствомАлександр Сушков, а профессия рыбака стала наследственной, и несмотря на все рыбацкие трудности приходит в колхоз молодёжь.

По современным технологиям производят переработку молока на Липиноборском маслозаводе, который преобразован в ОАО «Молоко». В ассортименте предприятия: масло животное, цельномолочная продукция. Приобретено новейшее фасовочное оборудование. Предприятие успешно развивалось под руководством Галины Леонидовны Афоничевой, которая в данный момент является главой Вашкинской администрации.

## Транспорт
Автодорога общего пользования федерального значения А119.

## Культура
В районе 12 детских садов, 13 общеобразовательных школ, районный Дом детского творчества, детско-юношеская спортивная школа.
В районе имеется двадцать клубных учреждений, широкая библиотечная сеть, Центр истории и народной культуры с Домом ремёсел, детская музыкальная школа, детский парк, пять народных коллективов районного Дома культуры. Работает в районе литературно-поэтический клуб «Общение», проходят выставки местных художников. В стадии завершено строительство физкультурно-оздоровительного комплекса в селе Липин Бор.

## Достопримечательности
У местных жителей трепетное отношение к родникам, два из них имеют культовое значение.
Куков родник находится рядом с дорогой А119, почти на границе с Вытегорским районом, местные жители считают его воду святой и целебной. За водой к роднику ходят для больных, молодожёны приезжают к роднику за благословением на счастливую жизнь. Путешественники, отведав воды, бросают в родник монетку, чтобы при случае побывать здесь вновь.

О происхождении родника записана легенда со слов Нелли Федоровны Демидовой, 1937 года рождения, жительницы деревни Ивановская, родившейся в деревнеБулдаково, когда-то самой ближайшей деревне от Кукова родника, теперь её уже нет. Легенда гласит:

Жили в деревне люди. Жили — не тужили. Но вот напали на них поляки. Не сдавались им деревенские жители. Тогда захватчики забрали всех мужчин в плен, и остались в деревне только женщины и дети. В этой деревне жила семья: мать, сын по имени Кук, дочь, которую звали Илекса. Их отца забрали поляки и убили. Хотела вражья сила всю семью порушить, но мать, узнав об этом, ночью, когда все спали, превратила сына в родник, а дочь — в ручеёк. Сама же обратилась елью и встала у родника и ручейка, оберегая детей своих.
Пришёл чужой мужик в лес по дрова, да и срубил эту ель. Говорят, что полилась не смола, а кровь из раны, нанесённой деревцу. И убило мужичка этой елью. Падая, ель обхватила своих детей лапами, как бы прощаясь с ними и защищая их в последнюю минуту жизни.
Так и стали люди к роднику ходить, да гостинцы детям в воду кидать. А воду даром никогда не брали и сейчас не берут.

По рассказам жителей деревень Зуево, Алёшино, Аверино, Маньково, вода в роднике имеет чудодейственную силу. Когда маленькие дети болели, отправлялись к роднику узнать, будет ли ребёнок жить, спрашивая: «Скажи, батюшка, светлый родничок, будет ли жить мое дитятко или помрёт?». Если вода останавливалась, то считали, что ребёнок умрет, а если кипела — будет жить. Водой, принесённой из родника, окатывали ребёнка или больного. Для таких целей нужно было так сходить за водой, чтобы никого не встретить и ни с кем не разговаривать, иначе сила воды терялась. Водой из источника пользовались для церковного водосвятия. Накануне Крещения жители окрестных деревень ходили за святой водой, берегли её целый год. Когда уже и церкви не стало, все равно ходили к роднику за водой.
Родник в деревне Никоново, что расположена в нескольких километрах от деревни Остров. Расположен в западной части деревни. Стекая по склонам двух земляных природных холмов, вода собирается в один поток и течет по лотку, длиною около 30 метров. Лоток состоит из трех частей, соединенных путём нахлеста. Верхняя часть лотка установлена на глиняно-известковую подушку, а средняя и нижняя — рубленые деревянные клетки размером 1,5 на 1,5 метра. Впервые увидев родник в 1968 году, участники Ленинградской геологической экспедиции высказали мнение, что это устройство напоминает водопровод XVI—XVII веков.
По воспоминаниям старожилов Никоново, в день святых Фрола и Лавра, 31 августа, священник проводил молебен у родника. Крестьяне окрестных деревень приезжали на молебен на лошадях, которых священник кропил родниковой водой. Считалось, что этот обряд охранял верного и надёжного крестьянского помощника в течение всего года.
Особо почитаемыми в Индомане (так издревле называют места возле устья реки Индоманка) были святые мученики Кирик и Иулитта. Их почитали защитниками от стихийных бедствий, в том числе от наводнений. На берегу реки Кемы в деревне Никоново была построена часовня в честь этих святых. Река Кема полноводна, особенно во время весеннего половодья, и местные жители пытались защитить себя от наводнения.
28 июля 2001 года в деревне Никоново на месте разрушенной часовни установлен и освящен Поклонный крест в память Кирика и Иулиты. В этот день состоялся районный фольклорный праздник «Живи, родник».
Никоновский родник служил местом проведения народных гуляний, песенных праздников и молебнов в день Кирика-Улиты.
Святой источник «Спаситель» находится в деревне Конечная Васильевского сельского поселения вблизи районного центра. По словам местной жительницы Дорогиной Валентины Ивановны, 1930 года рождения, родник здесь был всегда. Местные жители сделали квадратный сруб и лоток, время от времени обновляли их. Старушки ухаживали за родником. Окашивали вокруг траву, отводили от родника талые и дождевые воды с дороги.
Местность вокруг родника очень насыщена подземными водами. Родники здесь появлялись в самых разных местах. На месте некоторых из них стоят дома. И во время весеннего половодья родниковая вода заливала подполье, что доставляло немало беспокойств хозяевам. Есть на реке Боровке место, названное местными жителями Кривой омуток. Берега здесь крутые, и из-под кручи бьет много ручейков.
Раньше воду из родника брали только жители деревни Конечная, а сейчас за водой приходят люди со всей округи. Особенно много их бывает в Крещенскую ночь. Считается, что именно в это время вода заново освящается, обновляется.
В 2005 году благочинный Белозерского благочиния протоиерей Андрей (Пылев) освятил этот родник. Родник обустроен, построен небольшой павильон. После освящения родник стал называться «Спаситель».
Родник «Троицкий» на берегу реки Боровки. Из него очень любят жители поселка Заречный брать воду. Он также освящён.
«Святая райда». По рассказам местных жителей, райда (местное название ивы) выросла на месте часовни в честь Параскевы Пятницы. С появлением Святой райды среди жителей Мунского существует несколько преданий. Вот одно из них.
Между Шубачём и Мунским расположено огромных размеров болото, называемое Пустынь. На болоте, на островке стояла церковь. Во времена польского нашествия её разрушили. Икону Параскевы Пятницы хотели нести в Роксому, но шестеро мужчин и поднять не могли. Четверо хотели унести на Волоцкое, тоже не унесли. Но двое мужчин с Мунского взяли и понесли икону, около деревниЮрино, ныне не существующей (рядом с Лутьяново) присели отдохнуть. На этом месте была выстроена часовня. Как она выглядела, рассказала Осипова Ульяна Александровна, 1918 года рождения, из деревни Опрячкино:

Вот это была на Мунском. На Мунском была цясовня, сделана — от церквы уш далеконько там, в поле была. Эта цясовня была сделана на стоубах — ну, перила были кругом обнесены, и крыша была. Стовбы наставлены и перила сделаны, перила есть все и крыша на стовбах.

Большим престольным праздником в Мунском была Пятница Ильинская (в последнюю пятницу перед днем памяти пророка Илии, 2 августа). Празднование её начиналось в четверг у часовни, поскольку она была построена в честь Параскевы Пятницы. Сюда приходили не только местные жители. Поклониться Святой Параскеве шли с Палшемы, Роксомы, Шалги Бодуновой, Иткольского, Чистого Дора. 

Вот в этой часовне против Пятницы все — все старухи с корзинами, все — все и ходили туды заЮрино. Што как видно встричали икону ли чё ли — уж это не знай… А с корзинами — хлеб-то наа нести, родни-то не у кажноо была, без родни ходили-то. Так вот в корзинках хлеб-то себе и несут. (Антипова Александра Кузьминична, 1920 года рождения, из деревни Естошево).

Священник обходил часовню с иконой Параскевы Пятницы.
Явившиеся чудесным образом иконы считались заветными. Приходившие сюда люди давали завет. Скорее всего это было какое-то обещание, обет Параскеве Пятнице на просьбу о защите или исцелении. 

А там как-то с заветами ходили. Или вот завет — бабушка-то Клава и ходила. Что «мне…у меня был завет дан, что не отговаривайте, я пойду». А вот что за завет у неё был — это я не знаю. Что она завещала? Давала завет — эту уж клятву какую-то, видимо, она давала, что «Что буду ходить пока жива». А честь какого-то, может быть, тожо, чё-то она просила, какую-то просьбу уж она тут, и дала такой завет, что только «чтобы там исполнилась эта моя просьба, а я вот такой завет буду выполнять». (Лаврушина Мария Кузьминична, 1926 года рождения, д. Сухоежино Роксомского с/с).

По преданиям местных жителей, на том камне, где отдыхали мужики, несшие икону Параскевы Пятницы, появился следок. 
Дак вот вы знали бы — вот на камешке сделалси следок маленькой: и пятка, и перстики — всё это есь. (Антипова Александра Кузьминична, 1920 г. р., д. Естошево)
Этот следочек священник наполнял освященной водой, которой умывали детей, освящали новый дом, кропили скотину в хлеве. Камень с «Божьим следком» и сейчас можно увидеть у Святой Райды. Празднование Пятницы Ильинской продолжалось в пятницу в Покровской церкви (Мунское). Сначала была служба, после окончания её все шли к озеру. Здесь проводился обряд купания в освященной воде. Сооружался плот, в котором была сделана иордань. Сюда окунали маленьких детей, а взрослые купались самостоятельно. После купания одевались в чистую одежду. Старую же бросали в озеро или оставляли на берегу.

Народ сбиравсе, съежавсе, была у озера сделана ердань такая, мост, в середине дыра. Вот там (например) у меня родивсе робёночек, чё-то он приболел, и я завитила этоо робёночка, что я к Пятнице Парасковеэ ево свожу. И вот свожу я этоо робёночка, я ёо выкупаю тут в ердане и платьёицо всё с ей сниму, всё кину в эту ердань. А ёо наряжу в другоэ и потом несу в церкву. (Антипова Александра Кузьминична).
Престольный праздник сопровождался большой ярмаркой.

В этот день в Мунскую Поповку съезжалось много народу. Товар везли самый различный. В торговых рядах красовались кринки, горшки и подойники самых разных размеров. Мастера по плетению из бересты предлагали корзины, туески, пестери для взрослых и пестерьки для детей. Ягодников и грибников привлекали корзины из лосты. Резчики по дереву предлагали искусно изготовленные ложки и поварешки. А также был богатый выбор изделий из кожи (сапоги, хомута) и шерсти (валенки). К этому времени поспевал лук и чеснок. Его покупали не только местные жители, но и приехавшие сюда горожане. " На Мунском были у нас престольные праздники — была Пятница Ильинскаа. Ярманка тут раньше была (я-то тут ишо запомнила). Была ярманка, съежжалисе со всеми. Были красныэ ряды все-то оборудованы и с товаром со всяким приедут: тут и с чесноком, тут и с луком, тут и с кринками, и с чашками, и с ложками, и с поварёшками — какоо не было товару! (Антипова Александра Кузьминична).

В советское время, когда разоряли церкви, разобрали и часовню у деревни Юрино (Лутьяново). Но жители окрестных деревень продолжали приходить на это место и молиться Параскеве Пятнице. На том месте, где была часовенка, вырос раскидистый ивовый куст. «Ива Чудотворная народилась» — так говорили в народе, — «Господь Бог нам рабам божьим путь к спасению указывает». Теперь уже шли к Святой Райде. Несли в дар полотенца, отрезы ткани, деньги и верили в исцеление от тяжелого недуга и надеялись на помощь Святой Параскевы Пятницы. Долгое время держала пригляд на святом месте Сорина Анфия Степановна, 1878 года рождения, проживающая в деревне Лутьяново. Деньги, оставленные прихожанами, она отправляла в храм города Белозерска на укрепление православной веры. Прошли годы, но люди по-прежнему приходят к Райде и приносят дары, просят о помощи и защите. Хорошим людям она помогает, а вот кощунства и надругательства не прощает. По рассказам местных жителей, попал в аварию и стал инвалидом парень, стрелявший в икону Параскевы Пятницы. Люди считают это божьим наказанием. А совсем недавно у «Ивы Чудотворной» появилась новая часовенка. Построил её Суслов Владимир Петрович.

## Природа
Природа края слабо затронута цивилизацией. Фауна представлена медведями, лосями, волками, кабанами, выдрами, куницами, зайцами,норками, бобрами, глухарями и рябчиками. Произрастает большое количество грибов и ягод.